# NGC 4531
NGC 4531 (другие обозначения — UGC 7729, MCG 2-32-141, ZWG 70.175, VCC 1552, IRAS12317+1321, PGC 41806) — спиральная галактика с перемычкой  (SB0-a, переходной тип от линзообразной к спиральной галактике). Находится в созвездии Девы. Открыта Уильямом Гершелем в 1784 году.
В оптическом диапазоне в ней не наблюдается бар, однако по инфракрасным изображениям можно понять, что он присутствует. Его угловой размер составляет 14 секунд дуги. Бар изогнут, в галактике также наблюдается линза, которая окружает бар.
Галактика является частью скопления Девы.
Этот объект входит в число перечисленных в оригинальной редакции «Нового общего каталога».
На изображении DSS видна наклонённая спиральная галактика, возможно с перемычкой, с ярким внутренним псевдокольцом и предполагаемой фрагментарной спиральной структурой. Визуально галактика умеренно яркая; это большой овальный объект с достаточно яркой, хорошо очерченной оболочкой, которая к центру постепенно становится более яркой. В центре находится слегка более яркое ядро. Радиальная скорость: 146 км/с. Расстояние: 42 млн световых лет (приблизительно). Диаметр: 38 тыс. световых лет (приблизительно).